# Моргана ле Фэй
Моргана ле Фэй (англ. Morgan le Fay) — суперзлодейка комиксов издательства Marvel, основанная на Фее Моргане, персонаже английских легенд артуровского цикла. В этой вселенной Моргана — наполовину фея и сводная сестра мифического короля Артура. Эльфийское наследие позволило ей обучиться магии и фактически стать бессмертной. Время от времени она пытается покорить мир. Моргана выступает как регулярный противник Мстителей. В 1970-х выступала как главный антагонист первой Женщины-паука. Впоследствии стала злейшим врагом своего бывшего возлюбленного Доктора Дума.
На протяжении многих лет с момента её первого появления в комиксах персонаж появился в других медиа продуктах, в том числе: фильмы, мультсериалы и видеоигры. В телефильме «Доктор Стрэндж» 1978 года, где её роль исполнила Джессика Уолтер, а в сериале «Беглецы», действие которого разворачивается в Кинематографической вселенной Marvel Моргану сыграла Элизабет Хёрли.

## История публикаций
Впервые Моргана ле Фэй появилась в Black Knight #1 (Май, 1955) издательства Atlas Comics, где она была создана сценаристом Стэном Ли и проиллюстрирована художником Джо Манели. Её первое появление в рамках Marvel Comics состоялось в Spider-Woman #2 (Май 1978).

## Вымышленная биография

### Средневековье
Сводная сестра короля Артура Моргана упорно пыталась захватить престол Англии до тех пор, пока волшебник Мерлин не заточил её в Замке Ле Фэй. Однако это не помешало ведьме отправить её астральные копии в разные временные периоды. Однажды Моргана осмелилась разрушить чары Мерлина при помощи Женщины-паука, но её попытка не увенчалась успехом.
Впоследствии она украла Сумеречный меч и создала альтернативную реальность Камелота, сделав в ней Мстителей своими рыцарями и назвала их «Местью королевы».

### Конфронтация с Виктором фон Думом
Когда Доктор Дум отправился в прошлое, он встретил Моргану и попросил у неё помощи против Могучих Мстителей. В течение многочисленных встреч против героев Земли, Моргана и Виктор стали любовниками. Она обучила его магии и попросила взамен подарок из будущего, однако Дум отказался, так как считал, что это может привести к временным парадоксам. В скором времени Дум продолжил своё обучение тёмным искусствам и даже смог призвать армию нечисти, которую он использовал в сражении с Могучими Мстителями. Позднее Моргана печально глядела в окно, в ожидании Дума, который был заключён в тюрьму после поражения в битве с Могучими Мстителями.
В сюжетной линии Dark Reign Моргана ле Фэй появляется как первый противник Тёмных Мстителей. Она использовала заклинание, чтобы заглянуть в будущее и стала свидетельницей формирования Заговорщиков. Неизвестным образом ей удалось попасть в современность вместе с армией демонов. Сначала она хотела убить Дума, когда тот был ещё ребёнком, однако переосмыслила свои взгляды и атаковала его после Секретного вторжения. Когда Дум оказался на грани гибели, на помощь ему прибыли Тёмные Мстители под руководством Нормана Озборна. Часовой моментально оторвал ей голову, однако она вернулась в прошлое и сама уничтожила его, после чего взяла под контроль Мака Гаргана и отправила в бой против Ареса. В то время как её демоны сражаются с Тёмными Мстителями, Дум и Железный патриот путешествуют во времени, чтобы убить её лично. Она пытается настроить Озборна против Дума, говоря, что тот вскоре предаст его. Моргана заявляет, что если Виктор убьёт её, то это положит конец его будущему и прошлому. В ответ Дум произносит заклинание, которого не знает даже она и отправляет её в прошлое на 1 млн лет до н. э., где она становится свидетельницей схватки пещерных людей и тираннозавра.

### Мира Мстителей
В Avengers World Моргана предстала как правительница города мёртвых, который находился под Веллетри, в Италии. Впоследствии она и её армия мёртвых направилась в Европу. Мстители и Евросила объединились, чтобы остановить её, однако они были подавлены ордой умерших. Себастьян Друид попытался помочь им, но был убит Морганой сразу по прибытии в город. Тем не менее, убийство Друида нарушило планы Морганы. Он стал призраком города, который отозвал души погибших. Мстители принялись атаковать Моргану, что заставило её покинуть поле боя.

## Силы и способности
Моргана — одна из самых могущественных ведьм в истории, поскольку является наполовину феей. Как бывшая ученица самого Мерлина, Моргана обладает обширными магическими знаниями, является одной из самых искусных колдуний. К примеру глаз Агамотто явился ей, поскольку она была одной из потенциальных преемников Доктора Стрэнджа в звании Верховного мага Земли. Она может управлять окружающей природной средой и астральным миром, а также умеет летать и меняет облик. Помимо этого, Моргана обладает способностью контролировать умы других людей.
Моргана фактически бессмертна. Её дух восстанавливает физическое тело, после каждого её убийства.

## Альтернативные версии

### Королева Ведьм ле Фэй
Нынешняя владычица Дивного Мира, Моргана ле Фэй из другой вселенной, попала в названное измерение случайным образом шестьдесят лет назад вместе с подругами Элизабет и Накией. Накия стала Великой Механикой, а Моргана и Элизабет вместе построили империю — Королевство Факела.
Когда Бог-Император Дум сделал Дивный Мир частью Мира Битв, Моргана была представлена как баронесса Дивного Мира. Аркон Блистательный, странствующий по Дивному Миру в поисках Полемахуса, привлёк внимание Морганы тем, что разгромил её войско огров, украл её дракона и вломился в её замок вместе с воином Кристаллиума Луком Боевым, так что Моргана отправила Мясника Черепа разобраться с варваром. В итоге Мясник, Аркон, Лук Боевой, а также некоторые другие воины народов Дивного Мира примкнули к Дженнифер Кейл, Болотной Королеве и её армии Леших, дабы вступить в бой с Морганой и её воинами. Сражение не было завершено, так как Мир Битв распался в связи с поражением Бога Императора Дума. Дивный Мир уцелел, оставшись под властью Морганы, и стал частью основной вселенной Марвел.
В отличие от Морганы, её подруга Элизабет не бессмертна. Она стареет и близка к смерти. Чтобы помочь ей, Моргана стремится заполучить вуксианское семя (один из Камней Бесконечности), обнаружившее себя у мага Огеода, девятого волшебника ордена дикого народа, с помощью которого тот переместил в Дивный Мир пассажирский самолёт с Земли. Камень оказывается у земной девочки Бекки Родригез. Та начинает свой путь по Дивному Миру вместе с Голетой — Сокрушительницей Чародеев, и Огеодом в облике демонического кота. Народ лавы, подчиняющийся Моргане, продолжает войну с армией Леших Болотной Королевы, и параллельно с этим Моргана пытается найти Бекку и заполучить семя. В конечном итоге Моргана встречается с девочкой и почти убеждает её отдать семя, но беседа выливается в стычку с участием и Голеты, и Огеода, в результате которой Огеод погибает от заклятья Морганы, а семя разрушается, высвобождая дракона бесконечности, улетающего прочь.
Позже бойцы «Роксон» пленяют Моргану ле Фэй и на базе в Дивном Мире выкачивают из неё магическую энергию. Ведьма околдовывает своими речами явившегося на базу Оружие Эйч, освобождается с помощью монстра из плена и временно берёт его под свой контроль. С войском народа Инаку, стаей скруллдраггеров и Оружием Эйч Моргана выступает против бойцов «Роксон» и нескольких других героев, нанятых корпорацией. В конечном итоге Оружие Эйч, вышедший из-под контроля ведьмы, выводит всех выживших через портал на Землю. Минотавр пытается сражаться с Морганой, её войском и с Оружием Эйч, но получает ранения и также покидает Дивный Мир. Портал закрывается, и народ Инаку славит Моргану ле Фэй за изгнание чужаков из Дивного Мира.

### Age of Ultron
В альтернативной реальности Эра Альтрона Росомаха и Невидимая леди планировали убить Хэнка Пима, чтобы предотвратить создание Альтрона. Это привело к изменению реальности, в которой Моргане удалось захватить полмира после войны между Асгардом и Латверией. Позднее Моргана отправила в бой армию Думботов против Защитников.

## Вне комиксов

### Телевидение
- Моргана ле Фэй кратко появляется в мультсериале «Супергеройский отряд».
- В мультсериале «Совершенный Человек-паук» Моргана появляется в эпизоде «Хэллоуинская ночь в музее»[26], где её озвучила Грей Делайл[27][28].
- Делайл повторила роль Морганы в мультсериале «Мстители, общий сбор!»[28].
- Моргана ле Фэй появилась в 3 сезоне телесериала «Беглецы», действие которого разворачивается в Кинематографической вселенной Marvel. Персонажа сыграла актриса Элизабет Хёрли[3][29][30][31]. Хёрли сравнила роль Морганы с Дьяволом, которую она сыграла в картине «Ослеплённый желаниями» 2000 года[32]. В сериале она использует «Даркхолд», книгу тёмных заклинаний[33].
- Николь Оливер озвучила Моргану ле Фэй в мультсериале «Приключения Супергероев»[28].
- Моргана появляется в аниме «Мстители будущего», где её озвучила Лора Бэйли[28][34].

### Кино
Моргана ле Фэй является главным антагонистом телевизионного фильма «Доктор Стрэндж» 1978 года, где её роль исполнила Джессика Уолтер.

### Видеоигры
- Моргана появляется в игре Marvel: Avengers Alliance для Facebook.
- Моргана является играбельным персонажем в Marvel: Future Fight для платформ iOS и Android[36].
- Кейт О'Салливан озвучила Моргану в игре LEGO Marvel Super Heroes 2[28][37].

## Критика
Comic Book Resources поместил Моргану ле Фэй на 7-е место среди «10 самых смертоносных злодеек Marvel Comics» и на 9-е место среди «10 самых крутейших врагов Мстителей».